# Kierrijärvet (Karesuando socken, Lappland, 756366-178399)
Kierrijärvet är en sjö i Kiruna kommun i Lappland och ingår i Torneälvens huvudavrinningsområde. Kierrijärvet ligger i Pessinki fjällurskog Natura 2000-område.